# 厚底靴

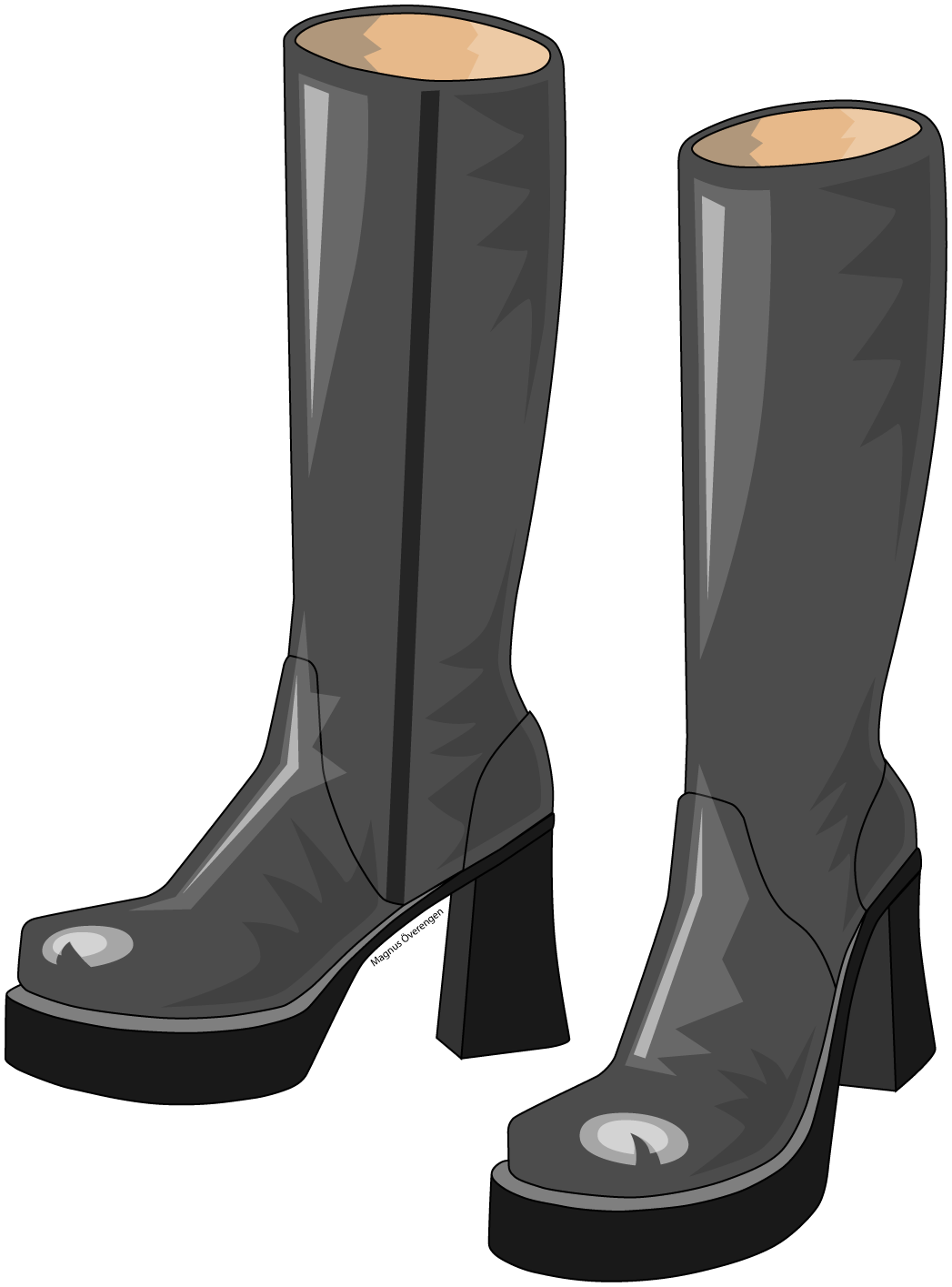
厚底ブーツ

厚底靴（あつぞこくつ）は、靴の分類の一種。

## 概要
厚底靴の特徴として一般のハイヒールとは異なり、踵だけでなく爪先にも厚みがあるということである。一般に日本国内で市販されているハイヒールの多くがヒール10 cm以下のものが大半であるのに対し（海外では12.7cm=5インチのものが多い）、1990年代後半の流行（後述）では15cm以上のものが多く市販された。海外では20cmを越えるヒールを持つ靴も販売されており、これらは日本国内であってもインターネット等を用いて購入することが出来る。

## 起源

### 日本国外における歴史
古代ギリシアの劇場に登場する重要人物を目立たせる為に使われた。その後は日本の花魁のように16世紀のベニスで高貴な生まれの男娼や高級娼婦（クルチザンヌ）を目立たせるのに使われた。18世紀のヨーロッパでは裏道の泥や汚物を避けるのに履いていた。古代中国での京劇でも使われていた。満州の貴族が使っていた厚底靴のスタイルは、1590年代のヨーロッパで流行した。

### 日本における歴史

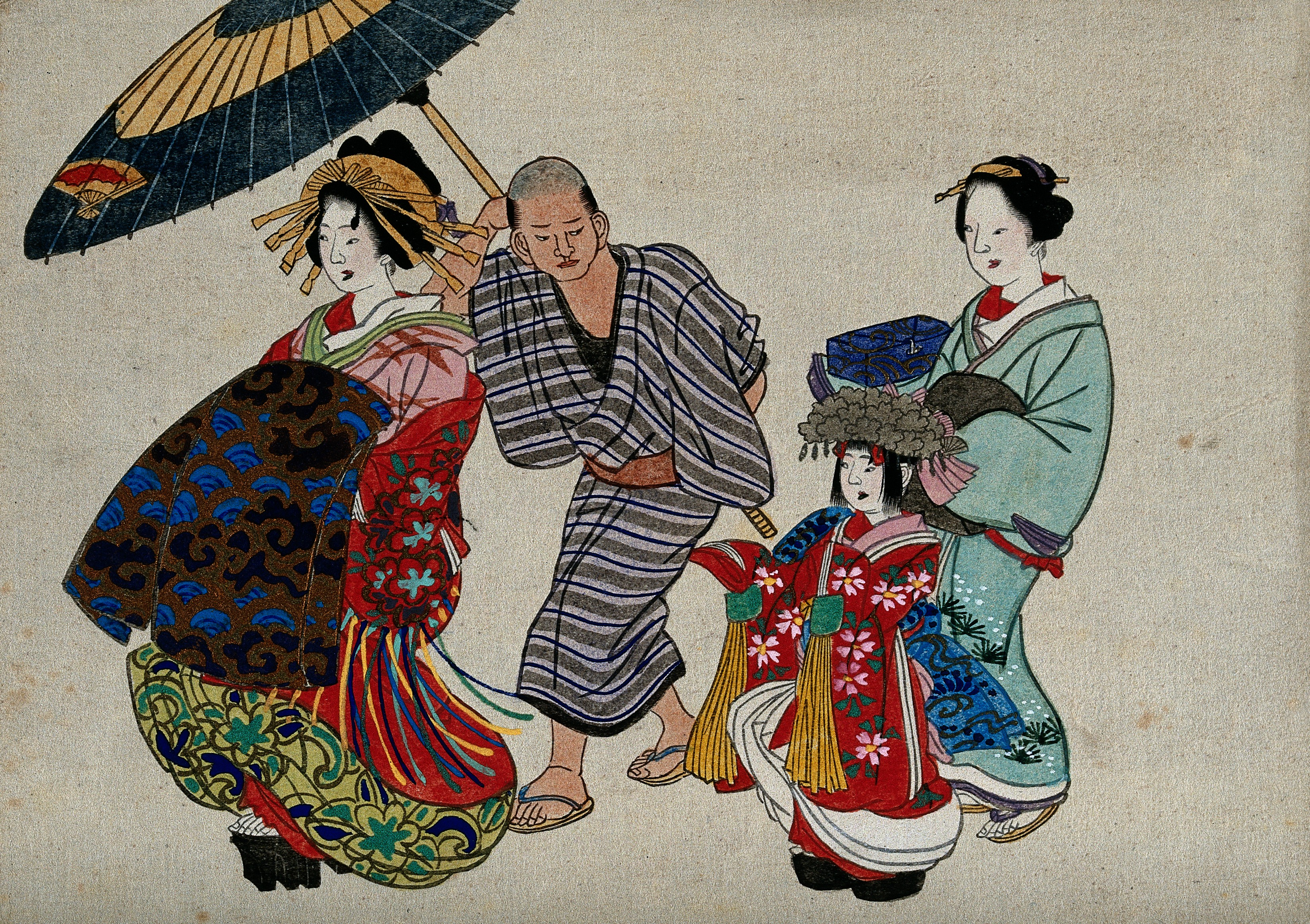
花魁とその下駄

日本における代表的な厚底靴として三枚歯の花魁下駄がある。18世紀中頃の京都島原発祥と言われ、江戸吉原にも伝わった、遊廓の高級娼婦である花魁が用いた下駄である。黒塗りで非常に重く、花魁道中で転倒するとその前の茶屋に上がって総振舞を行わなければならない慣わしがあり、転倒は最も恥ずべきこととされ、歩く練習が必要であった（花魁の関連用語参照）。
1970年代のロンドンブーツの流行を経て1990年代後半の厚底靴ブームを迎える。このブームの立役者ともいえるのが安室奈美恵である。この頃の厚底靴は、爪先から踵までのソールが一体になったタイプが主流であった。しかし、歩行の際に不安定な姿勢を強いられるため（文字通り“地に足が着いていない”）、捻挫や転倒によるけが人が続出した。遊園地の「お化け屋敷」などは、厚底靴を履いた入場者が驚いた拍子に転倒する事故に悩まされていたという。また、厚底靴（だけではなく、ハイヒールといった靴も）を履いて車を運転し、ブレーキペダルを踏み切れないことが原因の交通事故も多発した（ペダルをきちんと踏めない履物での運転は、道路交通法が禁止している）。
流行が去ると同時に、もとより歩きにくい厚底靴は衰退し、靴底を削って薄くする靴修理店も現れた。現在、厚底靴はコスプレによく利用されている。これは、脚を長く見せるためやキャラクターの身長差を再現するためである。また厚底のサンダルやブーツはレースクイーンやギャルにも見られる。
ファッションではなく、職務上の理由で厚底靴を使用する場合もある。例えば声優は、マイクとの距離が声の質に大きく影響するため、背の低い声優は厚底の靴を「仕事用」として収録現場に持って行き、マイクと自分の口との距離を調整してから収録に臨む。これは厚底靴が流行する以前から行われていたことである。
マラソンでは、2017年に出現したナイキの厚底シューズが記録を塗り替え、多くの選手が厚底シューズを履くようになった。

## ギャラリー

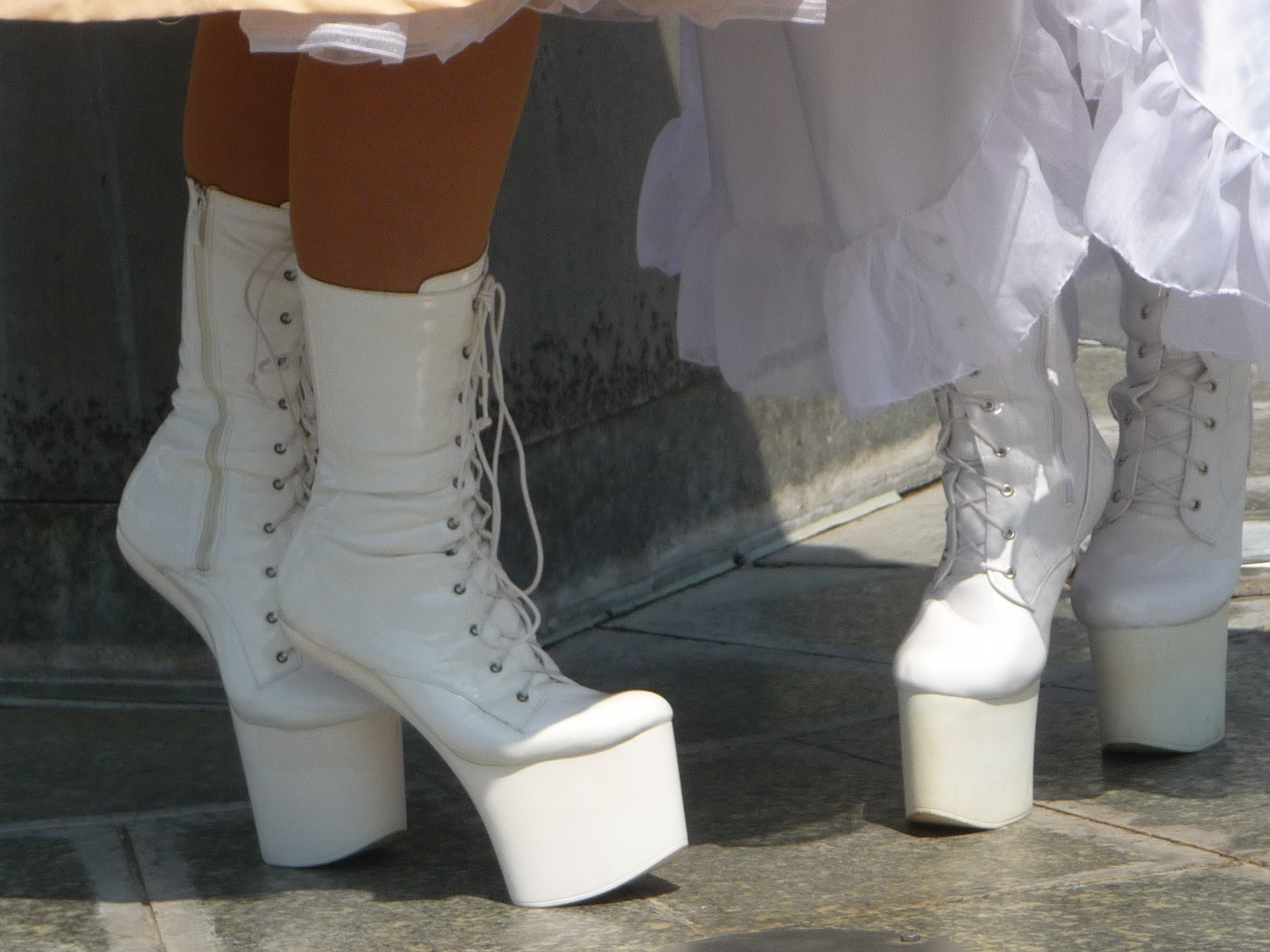
厚底ブーツ
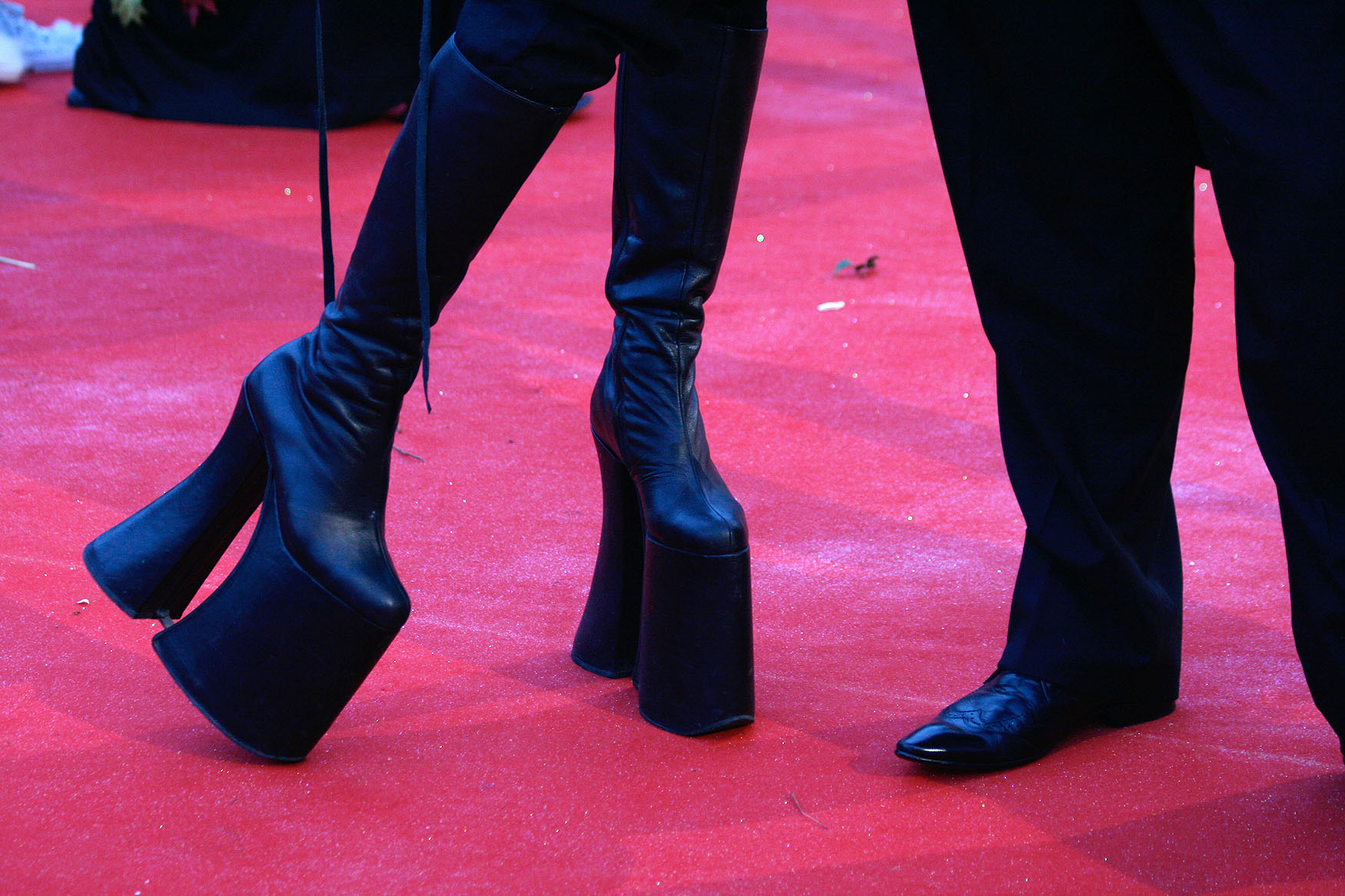
厚底ブーツ
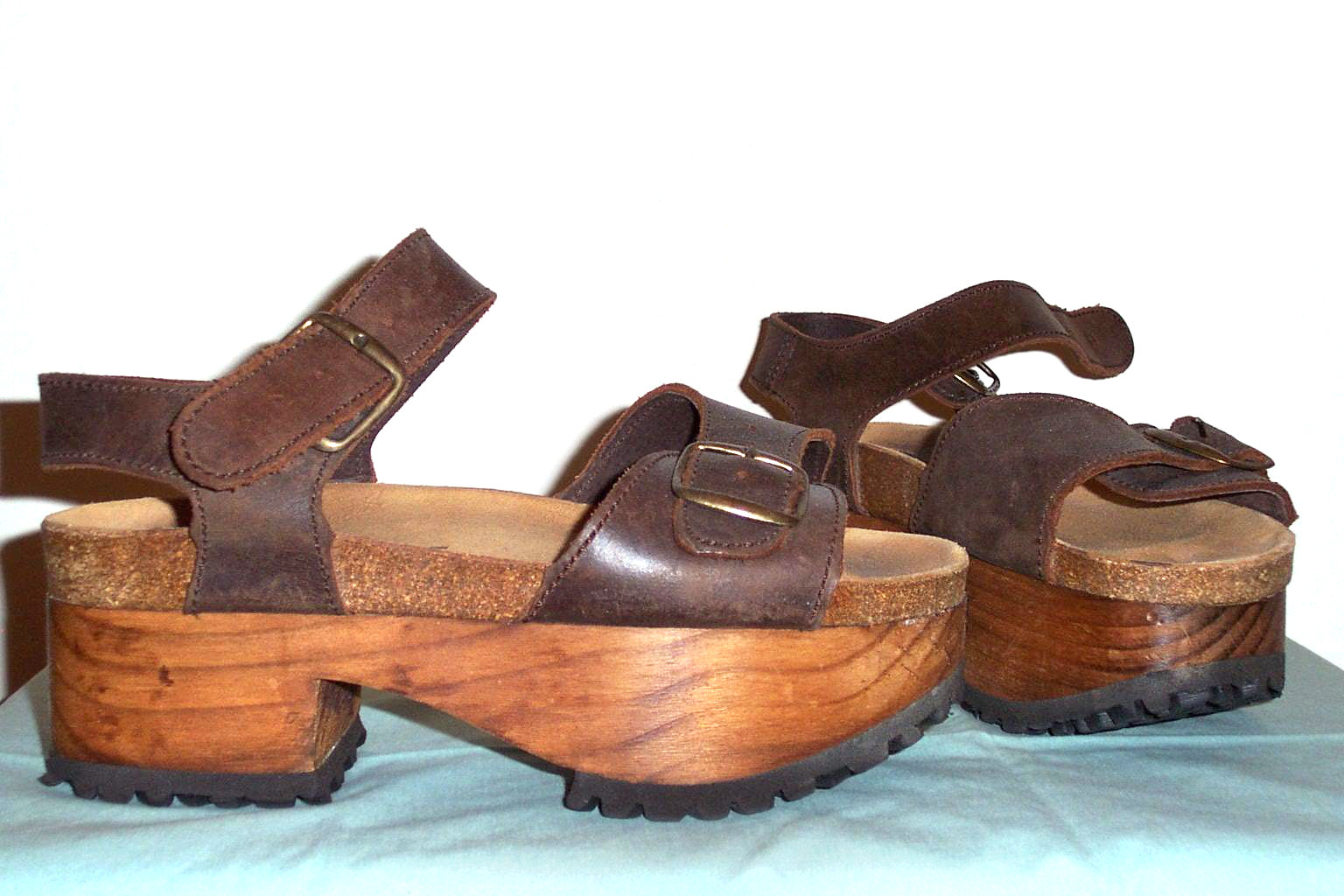
厚底サボサンダル
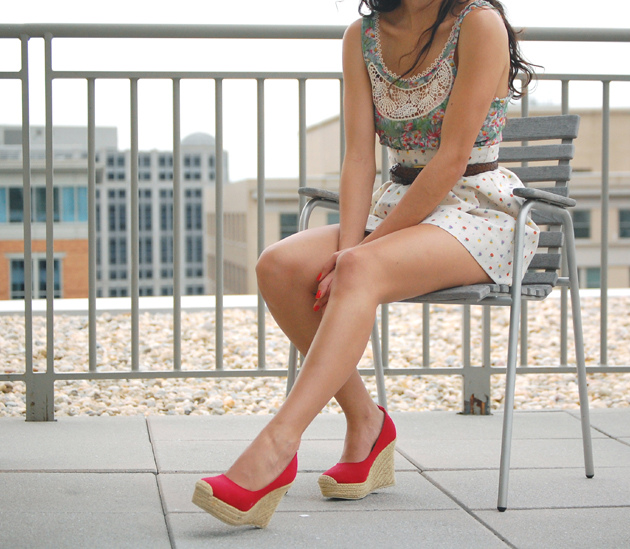
ウエッジソール
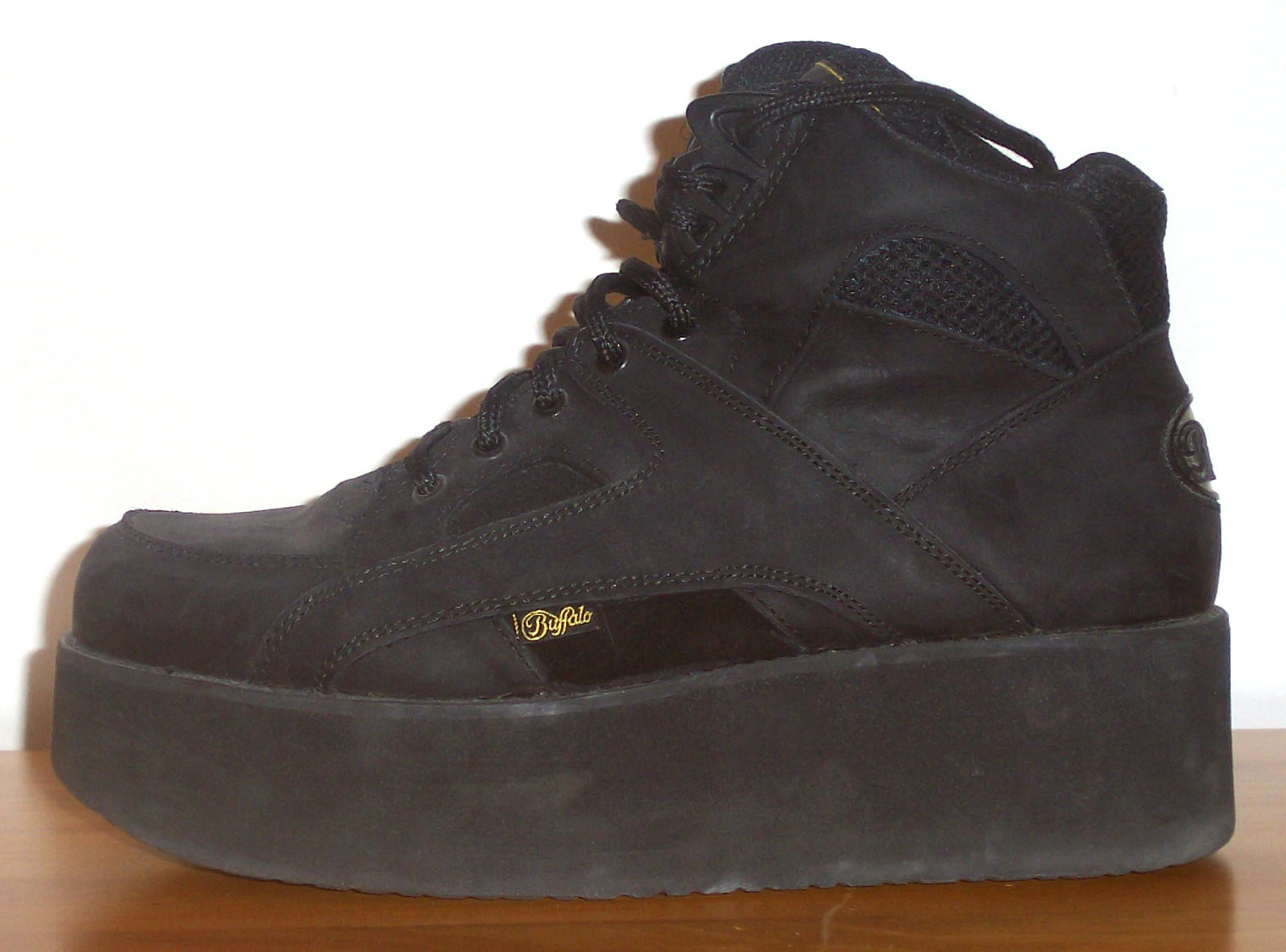
厚底スニーカー